# Người dưng
Người dưng là bộ phim điện ảnh truyền hình của Việt Nam năm 2001 do Lê Lực đạo diễn, Nguyễn Khắc Phục và Hà Phạm Phú viết kịch bản với các diễn viên Quang Thiện, Diễm Lộc, Thành An, Ngọc Tản, Mỹ Linh, Lâm Tùng và Trịnh Mai Nguyên.

## Diễn viên
- Quang Thiện trong vai Ông Sự
- Diễm Lộc trong vai Bà Sự
- Thành An trong vai Ông Bính
- Ngọc Tản trong vai Bà Bính
- Mỹ Linh trong vai Cúc
- Lâm Tùng trong vai Hùng
- Trịnh Mai Nguyên trong vai Thuyết
- Văn Toản  trong vai bạn ông Bính
- Quang Minh trong vai Thịnh
- Nhóm lồng tiếng: Vĩnh Xương

## Giải thưởng
| Năm  | Giải thưởng                                | Hạng mục      | Kết quả           | Tham khảo |
| ---- | ------------------------------------------ | ------------- | ----------------- | --------- |
| 2002 | Liên hoan Truyền hình toàn quốc lần thứ 21 | Phim ngắn tập | Huy chương Vàng   | [ 1 ]     |
| 2002 | Giải thưởng Hội Điện ảnh Việt Nam 2001     | Phim video    | Giải Khuyến khích |           |